# Saison 8 de Smallville
Chronologie
Saison 7 Saison 9
Cet article présente les épisodes de la huitième saison du feuilleton télévisé Smallville.

## Synopsis de la saison
Lex Luthor disparu, la vice-présidente Tess Mercer est aux commandes de LuthorCorp. Après avoir subi une attaque de Brainiac, Chloé possède de grandes facultés intellectuelles et décide de s'occuper de la fondation Isis pendant l'absence de Lana. 
De son côté, Clark débute au Daily Planet. Il travaille aux côtés de Loïs Lane et des sentiments commencent à émerger l'un envers l'autre.
On apprend que Clark n'est pas arrivé tout seul sur Terre. Il était accompagné d'un autre enfant, une création de Zod et Faora, appelé Doomsday. La journée, il se fait appeler Davis Bloome, mais la nuit, une bête prend le contrôle sur lui et tue.

## Distribution

### Acteurs principaux
- Tom Welling (VF : Tony Marot) : Clark Kent / Le flou rouge et bleu
- Allison Mack (VF : Edwige Lemoine) : Chloe Sullivan
- Erica Durance (VF : Véronique Desmadryl) : Loïs Lane (12 épisodes)
- Aaron Ashmore (VF : Stéphane Pouplard) : Jimmy Olsen (11 épisodes)
- Cassidy Freeman (VF : Laurence Dourlens) : Tess Mercer (13 épisodes)
- Sam Witwer (VF : Thomas Roditi) : Davis Bloome (12 épisodes)
- Justin Hartley (VF : Martial Leminoux) : Oliver Queen (12 épisodes)

### Acteurs récurrents
- Kristin Kreuk (VF : Laura Blanc) : Lana Lang (5 épisodes)
- Alessandro Juliani (VF : Sébastien Finck) : Emil Hamilton (3 épisodes)
- Ari Cohen (en) (VF : Arnaud Arbessier) : Regan Matthews (3 épisodes)
- Phil Morris (VF : Lionel Henry) : John Jones (J'onn J'onzz) / Martian Manhunter (3 épisodes)
- Alaina Huffman (VF : Laura Préjean) : Dinah Lance / Black Canary (2 épisodes)
- Sara Canning (VF : Jessica Barrier) : Kat (2 épisodes)
- Kyle Gallner (VF : Donald Reignoux) : Bart Allen / Flash (1 épisode)
- Alan Ritchson (VF : Aurélien Wiik) : Arthur Curry / Aquaman (1 épisode)
- Laura Vandervoort (VF : Barbara Beretta) : Kara-El / Supergirl (1 épisode)
- Serinda Swan (VF : Laëtitia Lefebvre) : Zatanna Zatara (1 épisode)
- Terence Stamp (VF : Michel Ruhl) : voix de Jor-El (1 épisode)

## Épisodes

### Épisode 1:L'Odyssée
- États-Unis /  Canada : 18 septembre 2008 sur The CW[1] / Sun TV
- Québec : 4 janvier 2010 sur VRAK.TV
- Suisse : 14 janvier 2010 sur TSR2
- France : 
  - 29 janvier 2010 sur TF6
  - 31 juillet 2010 sur W9
- Belgique : 15 janvier 2011 sur La Deux

- Alaina Huffman (VF : Laura Préjean) (Dinah Lance)
- Alan Ritchson (VF : Aurélien Wiik) (Arthur Curry/Aquaman)
- Phil Morris (J'onn J'onzz/Martian Manhunter)
- Sara Canning (l'assistante de Tess)
- Ari Cohen (VF : Arnaud Arbessier) (Regan)
- Vladmir Moskovchenko (VF : Michel Vigné) (Le chef de camp Russe)

La Ligue est à la recherche de Clark dans l'Arctique après l'effondrement de la Forteresse. De son côté, Tess Mercer, vice-présidente de LuthorCorp, est à la recherche de Lex et semble très déterminée à le retrouver vivant. Chloé est quant à elle retenue en otage auprès d'une organisation qui veut exploiter les capacités qu'elle a héritées de Brainiac (dont elle ignore elle-même la provenance). Clark est également prisonnier et ne peut s'enfuir car il semble avoir perdu ses pouvoirs.
- Chloé accepte d'épouser Jimmy.
- Clark commence à travailler au Daily Planet avec Loïs.
- Lorsque l'homme russe demande à Oliver son prénom, celui-ci lui répond qu'il s'appelle Roy Connor. Il s'agit d'une contraction des noms de deux personnages importants dans la mythologie de Green Arrow : le prénom Roy est aussi celui de Roy Harper, son premier équipier connu sous le nom de Speedy, tandis que Connor est le prénom de son fils, qui prendra plus tard le manteau de Green Arrow.
- Davis Bloom n'apparaît pas dans cet épisode.
- Première apparition de Cassidy Freeman (Tess Mercer).

### Épisode 2:L'Esprit d'équipe
- États-Unis : 25 septembre 2008
- Québec : 11 janvier 2010 sur VRAK.TV
- Suisse : 15 janvier 2010 sur TSR2
- France : 
  - 29 janvier 2010 sur TF6
  - 31 juillet 2010 sur W9
- Belgique : 22 janvier 2011 sur La Deux

- Jessica Parker Kennedy (VF : Fily Keita) (Betty)
- Sara Canning (l'assistante de Tess)

- Au début de l'épisode, Clark trouve ridicule l'idée de se changer dans une cabine téléphonique alors que son homologue des comics le fait souvent pour enfiler le costume de Superman.
- On remarque que Clark rencontre Tess dans les mêmes circonstances que Lex, c'est-à-dire en la sauvant d'un accident de bus (voiture pour Lex) duquel il arrache la tôle.
- Jimmy et Oliver n'apparaissent pas dans cet épisode.
- Première apparition de Sam Witwer (Davis Bloome).

### Épisode 3:Les Fleurs du mal
- États-Unis : 2 octobre 2008
- Québec : 18 janvier 2010 sur VRAK.TV
- Suisse : 18 janvier 2010 sur TSR2
- France : 
  - 29 janvier 2010 sur TF6
  - 31 juillet 2010 sur W9
- Belgique : 29 janvier 2011 sur La Deux

- On découvre comment Oliver et Tess se sont rencontrés et surtout comment Oliver est devenu un as du tir à l'arc avant de devenir L'Archer Vert.
- Jimmy n'apparaît pas dans cet épisode.

### Épisode 4:Maxima
- États-Unis : 9 octobre 2008
- Suisse : 19 janvier 2010 sur TSR2
- Québec : 25 janvier 2010 sur VRAK.TV
- France : 
  - 5 février 2010 sur TF6
  - 7 août 2010 sur W9
- Belgique : 5 février 2011 sur La Deux

Charlotte Sullivan (Maxima)
- Même s'ils se refusent à l'accepter pour le moment, Maxima parvient à déterminer que Loïs et Clark ont des sentiments l'un pour l'autre.
- Oliver et Davis n'apparaissent pas dans cet épisode.

### Épisode 5:Fiançailles sous haute tension
- États-Unis : 16 octobre 2008
- Suisse : 20 janvier 2010 sur TSR2
- Québec : 1er février 2010 sur VRAK.TV
- France : 
  - 5 février 2010 sur TF6
  - 7 août 2010 sur W9
- Belgique : 12 février 2011 sur La Deux

- Loïs avoue ses sentiments pour Clark même si elle fait croire plus tard qu'elle avait menti.
- Davis n'apparaît pas dans cet épisode.

### Épisode 6:L'Ombre
- États-Unis : 23 octobre 2008
- Suisse : 21 janvier 2010 sur TSR2
- France : 
  - 5 février 2010 sur TF6
  - 7 août 2010 sur W9
- Québec : 8 février 2010 sur VRAK.TV
- Belgique : 19 février 2011 sur La Deux

Phil Morris (J'onn J'onzz / Martian Manhunter)
- On apprend que John Jones a pris l'identité d'un inspecteur de la police de Metropolis.
- Loïs, Oliver et Tess n'apparaissent pas dans cet épisode.

### Épisode 7:Identité
- États-Unis : 30 octobre 2008
- Suisse : 22 janvier 2010 sur TSR2
- France : 
  - 12 février 2010 sur TF6
  - 17 août 2010 sur W9
- Québec : 15 février 2010 sur VRAK.TV
- Belgique : 26 février 2011 sur La Deux

Kyle Schmid (VF : Nessym Guetat) (Sebastian Kane)
- Loïs avoue être allée voir une diseuse de bonnes aventures qui lui a prédit qu'elle allait être amoureuse d'un homme volant et portant des tenues moulantes, petit clin d'œil à Superman.
- À la fin de l'épisode, lorsque le Daily Planet publie une photo floue de Clark en train de courir, le journal fait un clin d'œil au premier dessin animé Superman de Max Fleischer en titrant « Faster than a speeding bullet ». Cette expression était récurrente dans le générique du dessin animé et a été traduite plus rapide qu'une balle de fusil dans la version française. Lex avait parlé de Bart en des termes semblables dans l'épisode Les cinq fantastiques de la saison 6.
- Davis n'apparaît pas dans cet épisode.

### Épisode 8:La Zone Fantôme
- États-Unis : 6 novembre 2008
- Suisse : 25 janvier 2010 sur TSR2
- France : 
  - 12 février 2010 sur TF6
  - 17 août 2010 sur W9
- Québec : 22 février 2010 sur VRAK.TV
- Belgique : 12 mars 2011 sur La Deux

Laura Vandervoort (Kara)
- On apprend que Davis Bloome est le fils de Zod et de Faora.
- Kara quitte la Terre pour rechercher les survivants de Krypton.
- Jimmy n'apparaît pas dans cet épisode.

### Épisode 9:Abysse
- États-Unis : 13 novembre 2008
- Suisse : 26 janvier 2010 sur TSR2
- France : 
  - 12 février 2010 sur TF6
  - 17 août 2010 sur W9
- Québec : 1er mars 2010 sur VRAK.TV
- Belgique : 26 mars 2011 sur La Deux

Terence Stamp (Voix de Jor-El)
- Cet épisode fait référence au film Eternal Sunshine of the Spotless Mind.
- À la fin de l'épisode, Davis avoue à Chloé qu'il est amoureux d'elle.
- Loïs, Oliver, et Tess n'apparaissent pas dans cet épisode.
- On apprend qu'il y a deux heures de trajet entre Smallville et Metropolis. Cette information peut révéler certaines incohérences dans la série car les personnages réalisent ce trajet plusieurs fois par jour ce qui n'est pas possible.

### Épisode 10:Noces de sang
- États-Unis : 20 novembre 2008
- Suisse : 27 janvier 2010 sur TSR2
- France : 
  - 19 février 2010 sur TF6
  - 24 août 2010 sur W9
- Québec : 8 mars 2010 sur VRAK.TV
- Belgique : 2 avril 2011 sur La Deux

- Kristin Kreuk (Lana Lang)
- Kevin Miller (Lex Luthor)

- Cet épisode fait référence au film Cloverfield.
- Lex apparaît à la fin.
- Lana met un terme à la relation entre elle et Clark
- On voit pour la première fois le Destructeur.
- Tess n'apparaît pas dans cet épisode.

### Épisode 11:La Légion
- États-Unis : 15 janvier 2009
- Suisse : 28 janvier 2010 sur TSR2
- France : 
  - 19 février 2010 sur TF6
  - 24 août 2010 sur W9
- Québec : 15 mars 2010 sur VRAK.TV
- Belgique : 9 avril 2011 sur La Deux

- Kristin Kreuk (Lana Lang)
- Alexz Johnson (VF : Noémie Orphelin) (Imra)
- Calum Worthy (VF : Hervé Grull) (Garth)
- Ryan Kennedy (VF : Vincent de Bouard) (Rokk)

- Gart demande à Clark où est sa cape, en référence au costume de Superman. De plus il lui dit qu'au 31e siècle tout le monde le connaîtra sous le nom de "Su…" il ne finit pas, mais on devine qu'il allait dire Superman.
- Loïs, Jimmy, Oliver et Tess n'apparaissent pas dans cet épisode

### Épisode 12:Prométhée
Pour les articles homonymes, voir Prométhée (homonymie).
- États-Unis : 22 janvier 2009
- Suisse : 29 janvier 2010 sur TSR2
- France : 
  - 19 février 2010 sur TF6
  - 24 août 2010 sur W9
- Québec : 22 mars 2010 sur VRAK.TV
- Belgique : 23 avril 2011 sur La Deux

- Kristin Kreuk (Lana Lang)
- Phil Morris (J'onn J'onzz)
- David Paetkau (VF : Pascal Nowak) (Daniel Turpin (en))
- Ty Olsson (VF : Marc Alfos) (Officier Talbert)

- Alors qu'il n'était pas sûr de ses sentiments à l'égard de Loïs, Clark embrasse Lana à la fin de l'épisode.
- Tess annonce à Oliver qu'elle souhaite fusionner LuthorCorp et Queen Industries.
- En prenant l'identité d'un policier, Clark prend le nom de Fordman, en référence à Whitney Fordman, le premier petit-ami de Lana mort à la guerre.
- Clark, sous l'identité de Fordman, dit qu'il vient de Coast City, la ville du Green Lantern, Hal Jordan.
- Cet épisode marque la première apparition de Daniel Turpin, qui est un allié précieux de Superman dans les comics.
- Loïs, Jimmy et Davis n'apparaissent pas dans cet épisode.

### Épisode 13:Invincibles
- États-Unis : 29 janvier 2009
- Suisse : 1er février 2010 sur TSR2
- France : 
  - 26 février 2010 sur TF6
  - 31 août 2010 sur W9
- Québec : 29 mars 2010 sur VRAK.TV
- Belgique : 30 avril 2011 sur La Deux

- Kristin Kreuk (Lana Lang)
- Bill Mondy (VF : Jérôme Keen) (Dr Groll)

- Allison Mack réalise ici son premier épisode.
- Loïs, Oliver, Jimmy et Davis n'apparaissent pas.
- Ted Whittall qui joue Carter Bowfry dans cet épisode réapparaitra en tant que Rick Flag dans la saison 10

### Épisode 14:Requiem
- États-Unis : 5 février 2009
- Suisse : 2 février 2010 sur TSR2
- France : 
  - 26 février 2010 sur TF6
  - 31 août 2010 sur W9
- Québec : 5 avril 2010 sur VRAK.TV
- Belgique : 7 mai 2011 sur La Deux

- Kristin Kreuk (Lana Lang)
- Kevin Miller (Lex Luthor)
- Chris Gauthier (Winslow Schott)

- C'est la toute dernière apparition de Lana, après huit ans dans la série. Quant à Lex, il ne réapparaîtra que dans le tout dernier épisode.
- Loïs, Jimmy, Tess et Davis n'apparaissent pas dans cet épisode.

### Épisode 15:L'Ennemi publicno1
- États-Unis : 12 mars 2009
- Suisse : 3 février 2010 sur TSR2
- France : 
  - 26 février 2010 sur TF6
  - 31 août 2010 sur W9
- Québec : 12 avril 2010 sur VRAK.TV
- Belgique : 14 mai 2011 sur La Deux

- Tori Spelling (VF : Barbara Tissier) (Linda Lake)
- Stephen Lobo (Randall Brady)

Linda Lake, une journaliste ayant la possibilité de se liquéfier et apparue dans la saison 6, est de retour. Elle veut l'exclusivité des articles sur le Flou rouge et bleu, autrement elle menace de dévoiler l'identité secrète de Clark. Décidé à ne rien lui devoir, Clark demande à Loïs de rédiger une biographie sur lui. Il lui révèle son secret par la même occasion, ainsi qu'à toute la population de Métropolis. Il connait brièvement la célébrité jusqu'à ce que Linda Lake le fasse passer pour un extraterrestre venu pour conquérir et détruire la Terre. Il devient alors l'ennemi public no 1 et est recherché. 
- Dans cet épisode, Loïs et Clark s'avouent à demi-mot leurs sentiments.
- Jimmy, Oliver et Tess n'apparaissent pas dans cet épisode.

### Épisode 16:Turbulences
- États-Unis : 19 mars 2009
- Suisse : 4 février 2010 sur TSR2
- France : 
  - 5 mars 2010 sur TF6
  - 5 septembre 2010 sur W9
- Québec : 19 avril 2010 sur VRAK.TV
- Belgique : 21 mai 2011 sur La Deux

- Loïs et Oliver n'apparaissent pas dans cet épisode.

### Épisode 17:Fais un vœu
- États-Unis : 26 mars 2009
- Suisse : 5 février 2010 sur TSR2
- France : 
  - 5 mars 2010 sur TF6
  - 5 septembre 2010 sur W9
- Québec : 26 avril 2010 sur VRAK.TV
- Belgique : 4 juin 2011 sur La Deux

Serinda Swan (Zatanna)
C'est l'anniversaire de Chloé. Celle-ci, déprimée et jalouse de Loïs, fait le vœu d'avoir la vie de cette dernière. Zatanna exauce son vœu et le lendemain, Chloé est devenue Loïs. Elle se met à sa place avant de dévoiler sa véritable identité à Clark. Ces deux-là retrouvent la magicienne, qui exauce le vœu de Clark, être une personne normale. 
Pendant ce temps, Zatanna demande l'aide d'Oliver pour obtenir un livre de magie. Après que celui-ci l'a retrouvé, elle récite une incantation pour faire revenir son père d'entre les morts, prête à se sacrifier pour lui. Chloé reprend finalement son apparence tandis que Clark retrouve la mémoire, et tous deux partent sauver la magicienne. Celle-ci, raisonnée par Clark, stoppe finalement le sortilège. 
- Chloé comprend le lien existant entre Loïs et Clark.
- Tess, Jimmy et Davis n'apparaissent pas dans cet épisode.

### Épisode 18:Immortel
- États-Unis : 2 avril 2009
- Suisse : 8 février 2010 sur TSR2
- France : 
  - 5 mars 2010 sur TF6
  - 5 septembre 2010 sur W9
- Québec : 3 mai 2010 sur VRAK.TV
- Belgique : 11 juin 2011 sur La Deux

- Connor Stanhope (Lex jeune)
- Alex Ferris (Davis jeune)

- Loïs, Jimmy et Oliver n'apparaissent pas dans cet épisode.

### Épisode 19:Talons aiguilles
- États-Unis : 23 avril 2009
- Suisse : 9 février 2010 sur TSR2
- France : 
  - 12 mars 2010 sur TF6
  - 12 septembre 2010 sur W9
- Québec : 10 mai 2010 sur VRAK.TV
- Belgique : 18 juin 2011 sur La Deux

- Juan Riedinger (AJ)
- Dominic Zamprogna (VF : Pascal Grull) (Bruno Mannheim)

Loïs se fait passer pour une nouvelle héroïne, qu'elle appelle Talons Aiguille, lorsque Chloé se fait agresser et qu'elle réussit à mettre ses agresseurs en déroute. Son rédacteur en chef ayant besoin de photos pour publier un article sur Talons Aiguille, Loïs demande à Jimmy d'en prendre. Clark part aussi à la recherche des agresseurs survivants de Chloé car ils lui ont pris son ordinateur contenant toutes les données sur les super-héros.
On découvre ensuite que Jimmy travaille désormais à l'As des clubs; son patron voit les photos de Talons Aiguille que Jimmy a prises et lui demande où elle est, allant jusqu'à le passer à tabac pour le faire parler. Clark finit par retrouver l'agresseur de Chloé, mais son repaire est plein de billets faits avec de la kryptonite et il se fait passer à tabac à son tour. Loïs arrive cependant dans son costume de Talons Aiguille et ils se sauvent mutuellement, Loïs arrêtant un des bandits et Clark se jetant sur le trajet d'une balle pour sauver Loïs.
- Au cours de l'épisode, deux clins d’œil sont faits. 
 Un blog consacré au flou rouge et bleu (red-blue blur en VO) fait l'éloge de la possible relation entre ce dernier et Talon Aiguille (Stiletto en VO) en donnant au couple le nom de blur-etto. Ce n'est qu'un énième indice de la relation à venir entre Lois et Clark. 
 Ensuite, Chloé dit qu'il ne sera pas possible de faire venir Talon Aiguille en mettant un talon aiguille devant une lampe Klieg ("call her out by putting a spike heel over a Klieg light" dans la VO), ce qui est une référence évidente à Batman.
- Oliver, Tess et Davis n'apparaissent pas dans cet épisode.

### Épisode 20:La Belle et la Bête
- États-Unis : 30 avril 2009
- Suisse : 10 février 2010 sur TSR2
- France : 
  - 12 mars 2010 sur TF6
  - 12 septembre 2010 sur W9
- Québec : 17 mai 2010 sur VRAK.TV
- Belgique : 25 juin 2011 sur La Deux

Alessandro Juliani (Dr Hamilton)
- Loïs et Tess n'apparaissent pas dans cet épisode.

### Épisode 21:Les Mains Sales
- États-Unis : 7 mai 2009
- Suisse : 11 février 2010 sur TSR2
- France : 
  - 12 mars 2010 sur TF6
  - 12 septembre 2010 sur W9
- Québec : 24 mai 2010 sur VRAK.TV
- Belgique : 9 juillet 2011 sur La Deux

- Alessandro Juliani (Professeur Emil Hamilton)
- Jessica Parker Kennedy (Plastique)
- Brendan Fletcher (Parasite)

- C'est le quatrième épisode réalisé par Tom Welling.
- On découvre à la fin de l'épisode que Tess a un mystérieux commanditaire.
- Loïs, Jimmy et Davis n'apparaissent pas dans cet épisode.

### Épisode 22:Le jugement dernier
- États-Unis : 14 mai 2009
- Suisse : 12 février 2010 sur TSR2
- France : 
  - 19 mars 2010 sur TF6
  - 19 septembre 2010 sur W9
- Québec : 31 mai 2010 sur VRAK.TV
- Belgique : 16 juillet 2011 sur La Deux

- Ryan Kennedy (Rokk)
- Kyle Gallner (Bart Allen)
- Alaina Huffman (Black Canary)

D'après la Légion, le fait d'avoir laissé la vie à Chloé mènera Clark à sa perte lors de son combat contre Doomsday. Le jour de la mort de Kal-El arrive, et seule la bague de la Légion (qui vient de lui être remise) semble pouvoir arrêter le Destructeur Ultime en l'envoyant dans le futur pour être vaincu; mais Clark continue de penser que la kryptonite noire suffira. Ce fragment de météorite a en effet la possibilité de séparer Doomsday et Davis, ce qui permettrait à Clark d'anéantir le premier sans tuer le deuxième.
Dinah et Jimmy réussissent simultanément à localiser Davis et Chloé à Granville, mais alors que Clark arrive sur place, Oliver choisit de le neutraliser avec une flèche munie d'une pointe en kryptonite, afin de tuer Doomsday sans que Clark puisse intervenir. Chloé sépare ensuite les deux entités grâce à la kryptonite noire. Jimmy rejoint Clark et lui retire la flèche; lorsqu'il voit les plaies de Clark se refermer, il découvre son secret. Clark lui avoue être le Flou Rouge et Bleu et lui demande d'abriter Chloé et Davis pendant qu'il combat Doomsday. Il retrouve ce dernier en train de mettre Metropolis à sac, mais se retrouve vite surclassé ; il parvient cependant à le vaincre en l'envoyant dans la centrale géothermique d’Oliver où il finira enterré vivant, Doomsday étant indestructible.
Pendant ce temps, Jimmy a emmené Chloé dans un endroit qu'il lui destinait comme un cadeau de mariage : une tour où ils auraient pu vivre tous les deux, visible depuis n'importe quel endroit de Métropolis. Chloé lui avoue qu'elle n'est partie avec Davis que pour maîtriser Doomsday et protéger Clark ; elle avoue également n'avoir jamais cessé d'aimer Jimmy. Fou de rage, Davis transperce Jimmy et tente de tuer Chloé, mais Jimmy parvient à le neutraliser avant de mourir de ses blessures.
- Jimmy et Davis meurent à la fin de l'épisode, tandis que Zod arrive sur Terre.
- Dernière apparition de Sam Witwer (Davis Bloome).

- Dernière apparition de Aaron Ashmore (Jimmy Olsen) en tant que personnage principal. Il réapparaîtra une dernière fois en tant qu'acteur invité.